# Prawy Prosty
Prawy Prosty – polski zespół muzyczny pochodzący z Lubina, założony na przełomie lat 2006 i 2007. Muzyka tworzona przez kapelę zaliczana jest do nurtu street punk / oi!. Jej twórczość reprezentuje tę część sceny, która podnosi oprócz typowych dla tego nurtu tematów ulicznego życia, także przekaz o wymowie konserwatywnej i patriotycznej.

## Historia i koncerty
Powstanie zespołu miało miejsce na przełomie lat 2006 i 2007, w Lubinie, mimo że już wcześniej istniał niezrealizowany pomysł założenia nowej kapeli. Wspomniany początek Prawego Prostego to decyzja o wspólnym graniu dwóch założycieli grupy – Piranii i Gładkiego, przy czym propozycja wyszła do tego pierwszego. Nie spowodowało to jednak podjęcia jakiś istotnych działań i dopiero odejście Piranii z zespołu, w którym grał dotychczas, zmienił ten stan rzeczy. Ponieważ w składzie brakowało jeszcze basisty, Gładki, który grał w tym czasie w innej kapeli, ściągną z niej odpowiednią osobę. Był nim Chuchla. W trzy osobowym składzie zespół rozpoczął wówczas bardziej intensywną działalność. I mimo że jak wspominają muzycy, było wówczas dużo alkoholu i zabawy, to jednak udało się stworzyć pierwsze utwory i zagrać pierwszy koncert, ich zdaniem dość udany. W dalszej działalności muzycy skoncentrowali się na rozszerzeniu swojego repertuaru o następne numery. W 2007 r. zespół nagrał demo, które udostępnił na swojej stronie internetowej.
Przykładowe występy zespołu Prawy Prosty oraz wykonawcy, z którymi kapela grała na tych koncertach:
- 2007-10-12: Rybnik, Nutka Club (Loud&Proud), pozostali wykonawcy – Faul[5]
- 2008-02-06: Katowice, „Oi! Walentynki”, pozostali wykonawcy – Flatcaps, Faul, Zbeer, Werwolf 77[6]
- 2008-08-30: Lubin, „Muzyka z oblężonego miasta” – 26. rocznica Zbrodni Lubińskiej, trzydniowe wydarzenie w tym festiwal muzyczny, występ w drugim dniu zarezerwowanym dla wykonawców powiązanych z Lubinem, pozostali wykonawcy z tego dnia – Anneliese, Flowers, Niekoniecznie Korzenie, Afekt, Rewizja, Punkt Kontrolny, Fix Up, TRH, Overcast, Rivendell, Miki Mousoleum, Świnka Halinka[7][8][9][10]
- 2010-03-10: Zabrze, CK Wiatrak[11]
- 2010: Lubin, CK Muza[11].

W kolejnych latach zespół wystąpił między innymi dwukrotnie na festiwalu Orle Gniazdo. Miało to miejsce w pierwszej jego edycji z 2013 r. Prawy Prosty dał swój koncert w drugim dniu wydarzenia, dnia 29.06.2013 r., kiedy to na scenie wystąpiły także takie zespoły jak Wilcze Stado, Rewolta, Legion Twierdzy Wrocław, Old Firm, All Bandits, Nessuna Resa, Obłęd, Tormentia. Drugi ich występ w ramach tego festiwalu miał miejsce podczas trzeciej jego edycji z 2015 r. Zespół wystąpił wówczas w drugim koncercie, który rozpoczął się w dniu 11.07.2015 r., a zakończył na ranem w dniu 12.07.2015 r. obok takich kapel jak All Bandits, Legion Twierdzy Wrocław, KMVII, Pozytywka, Stalag, Szwadron 97, The Averzia.

## Nazwa i logo
Nazwa własna zespołu to „Prawy Prosty”. Do nazwy tej nawiązuje logo zamieszczone ja jego stronie domowej. Zawiera ono pisaną kapitalikami wymienioną nazwę, w której napis ma zmienną wysokość liter, a pod spodem umieszczono wypośrodkowany rysunek. Jest to wizerunek twarzy przypominającej czaszkę, o charakterystycznym, nieco nieludzkim wyglądzie, otoczonej czerwonymi włosami albo płomieniami, z umieszczoną po lewej stronie, w czołowym widoku, zaciśniętą prawą pięścią zadającą cios. Na czole twarzy widnieje napis „Oi! Lubin”, a na czterech palcach pięści napis w języku angielskim „bate” (w tłumaczeniu na język polski oznaczający wściekłość). Prezentowane jest też inne logo, w którym na tle koła zębatego widnieją, pisane w różnej formie, napisy: „Prawy Prosty” oraz „Lubin”.

## Twórczość
Twórczość zespołu zaliczana jest do gatunku muzycznego jakim jest rock, a w szczególności do punk rocka, w tym jego nurtu określnego jako street punk / oi!. Muzyka grupy, pozostając w swoim nurcie, charakteryzuje się średnim tempem, w części utworów urozmaiconym chwilowymi jego zwolnieniami. Do tej konwencji dochodzą także melodyjnie, ale oszczędne, gitarowe wstawki. Takie kompozycje nieodmiennie tworzą prostą, ale nie prostacką, muzykę oi!.
W warstwie tekstowej jest to punk rock, który mówi między innymi o tym, choć nie wprost, że „nie jest czerwony” (lewicowy). Choć oczywiście nie brakuje także mniej lub bardziej typowych dla street punka / oi! tematów. Jest więc kwestia ulicy – brudnej i szarej ulicy, kodeksu honorowego tam obowiązującego, dylematów i problemów jakie niesie życie. Obok tych dość oczywistych tematów jest też przekaz niepoprawny politycznie o mocnym wydźwięku konserwatywnym i patriotycznym. W tym kontekście wyróżniają się takie utwory jak „Polaczek” czy „Konserwy”.

## Utwory, covery i autorstwo
Zespół wykonuje utwory własne, choć nagrał także covery utworów innych zespołów, a więc takie których autorami są inni artyści, a zespół dokonał ich własnej aranżacji. Pośród takich jest między innymi utwór „Pokolenie nienawiści” grupy Awantura, „Nicky Cruz” pochodzący z repertuaru zespołu Ramzes & The Hooligans, którego autorem jest Ramzes, a nawet „Hej czy ty wiesz” zespołu Classic, reprezentującego scenę disco polo. Zespół wykonuje również znany w Lubinie utwór „Kiedy Lubin miedzią błysnął…”. Piosenka śpiewana była przez dzieci w tamtejszych przedszkolach i szkołach na różnych uroczystościach.
Cover utworu „Konserwa” grupy Prawy Prosty wykonał zespół Tormentia. Został on zamieszczony w albumie „Pro Patria” wydanym w 2010 r. przez Strong Survive Records.

## Skład i powiązania
Członkowie zespołu:
- Chuchla[1][2][3][32] (Tomek Chuchla[33]) – basista (gitara basowa)[1][2][3][32], perkusista (perkusja)[32]
- Gładki[1][2][3][34] – perkusista (perkusja)[32][34]
- Kowal – basista (gitara basowa), wokal[32][35].
- Pirania[1][2][3][32][36] (Piotr Lehki[37]) – wokal, gitarzysta (gitara)[32][38].

Początkowo zespół działał w składzie: Pirania, Gładki i Chuchla. Istniały też sytuacje, kiedy nagrania utworów wykonywali tylko w duecie Pirania (gitara, wokal) i Chuchla (gitara basowa, perkusja). Późniejszy skład kapeli to: Pirania, Chuchla, Kowal.
Pirania to muzyk z Lubina, który w swojej karierze występował w kilku kapelach, w tym najbardziej znanych w ramach lubińskiej sceny: All Bandits i Rewizja. Pirania prowadził również projekt pod szyldem „314”. Także Gładki i Chuchla mają doświadczenie zdobyte w innych zespołach muzycznych. Tomek Chuchla grał bowiem w zespole Odsiecz, w zespole Fix Up oraz uczestniczył w projekcie Kill The Rich. Gładki występował gościnnie na wokalu razem z zespołem Pull The Wire w projekcie Live Pol'And'Rock Festival 2023.

## Dyskografia

### Dyskografia zespołu
Albumy muzyczne zespołu Prawy Prosty:
- demo: 2007 r., nagranie własne, paczka plików w formacie MP3 udostępniona na stronie internetowej zespołu[3][4][11][43]
- Demo 2007: 2007-05-20, remiks wykonany przez Polska_77[44]
- „Tak ważni jak miedź i węgiel”: 2014 r., split – Prawy Prosty i Dewastators, Not On Label, jedna płyta kompaktowa[45][46].

### Składanki
Składanki, kompilacje, w ramach których zamieszczono minimum jeden utwór zespołu Prawy Prosty:
- „Muzyka z oblężonego miasta Lubin”: 2008 r., TR Studios (identyfikator: 0001), jedna płyta kompaktowa, jedna płyta DVD[48][49] (nagrania z drugiej edycji festiwalu „Muzyka z Oblężonego Miasta” w Lubinie[8][9][10], dzień drugi – 30.08.2008 r.[9][10]), utwory – „Konserwa”, „Polaczek”, „Po prostu ekipa”[50]
- „Tribute to Ramzes & The Hooligans”: 2008 r., Olifant Records (identyfikator: Olifant Records 031, ALT 1459), jedna płyta kompaktowa[23][51][52][53], utwór – „Nicky Cruz”[22][54][55]
- Tribute to Rezystencja: 2008 r., Olifant Records (identyfikator: Olifant Records 032, OR 032 CD), jedna płyta kompaktowa[56][57][58], utwór – „Pornografia Śmierci”[59][60][61]
- „Muzyka ulicy muzyka dla mas vol. 3”: 2014 r., Olifant Records (identyfikator: Olifant Records 58, T-4749), jedna płyta kompaktowa[51][62][63], utwory – „Honor i duma”, „Pokolenie nienawiści”[39][64]
- „Festiwal Orle Gniazdo Vol. 1”: 2014 r., Not On Label (identyfikator albumu: 25121), jedna płyta kompaktowa[51][65][66], utwór – „Lubin '82”[67][68]
- „Solidarni z górnikami”: 2017 r., Nasz Sklep, Gallus Store (identyfikatory: NS008, 2007985912), jedna płyta kompaktowa[51][69][70], mp3[70], utwór – „Targowica'89”[71][72].

## Odbiór i opinie
Zespół i jego twórczość, jak wyżej określono, to zdecydowanie oi!, przy czym w nurcie skierowanym także ku patriotyzmowi i poglądom bardziej konserwatywnym, z odrzuceniem lewactwa. Twórczość ta jest prosta i szczera, zdecydowanie zaś nie jest prostacka. Biorąc pod uwagę polską scenę oi! są to dokonania zdecydowanie powyżej średniej. Jak to określa jeden z autorów komentarza do tej twórczości, to kojarzy mu się ona z takim zespołem muzycznym jak Retaliator oraz co zaskakujące słychać przynajmniej w pojedynczych utworach odrobinę Dezertera. Za podsumowanie opinii o kapeli może posłużyć wypowiedź, że w Prawym Prostym wyrasta poważna konkurencja takim lubińskim tuzom jak All Bandits i Rewizja.